# Kenneth Joseph Povish
Kenneth Joseph Povish (* 19. April 1924 in Alpena; † 5. September 2003 in Lansing) war Bischof von Lansing.

## Leben
Kenneth Joseph Povish empfing am 3. Juni 1950 die Priesterweihe.
Paul VI. ernannte ihn am 28. Juli 1970 zum Bischof von Crookston. Der Apostolische Delegat in den Vereinigten Staaten von Amerika, Luigi Raimondi, weihte ihn am 29. September desselben Jahres zum Bischof; Mitkonsekratoren waren Francis Frederick Reh, Bischof von Saginaw, und James Aloysius Hickey, Rektor der Päpstlichen Nordamerika-Kollegs. 
Der Papst ernannte ihn am 8. Oktober 1975 zum Bischof von Lansing und er wurde am 11. Dezember desselben Jahres ins Amt eingeführt. Am 7. November 1995 nahm Johannes Paul II. seinen altersbedingten Rücktritt an.